# Tiên Yên
Tiên Yên là một huyện nằm ở phía bắc tỉnh Quảng Ninh, Việt Nam.

## Vị trí địa lý
Huyện Tiên Yên nằm ở phía bắc tỉnh Quảng Ninh, cách thành phố Hạ Long và thành phố Móng Cái đều khoảng 80 km, cách trung tâm thủ đô Hà Nội 255 km, có vị trí địa lý:
- Phía đông giáp huyện Đầm Hà
- Phía tây giáp huyện Ba Chẽ và huyện Đình Lập, tỉnh Lạng Sơn
- Phía nam giáp thành phố Cẩm Phả (qua sông Ba Chẽ) và huyện đảo Vân Đồn (qua sông Voi Lớn)
- Phía bắc giáp huyện Bình Liêu.

## Địa lý
Diện tích: 647,897 km².
Dân số: 49.300 người (Năm 2016). Cư dân sinh sống trên địa bàn huyện Tiên Yên thuộc 13 dân tộc, đông nhất là người Việt (Kinh) chiếm 59%; Dao 19%; Tày 13,8%; Sán Chỉ 8,4%; Sán Dìu 3,8%, còn lại là người các dân tộc khác như Nùng, Hoa, Thái... Mật độ dân số là 70 người/km².
Địa hình huyện có nhiều đồi núi, thung lũng và sông suối. Phía Tây Bắc có dãy núi Cái Kỳ với đỉnh cao nhất là Ngà chạy dài ra cửa sông Ba Chẽ, theo hướng Đông Bắc - Tây Nam, ranh giới thiên nhiên giữa Tiên Yên và Ba Chẽ. Dưới chân núi là một dải đồng bằng ven biển và vùng biển Hà Dong thuộc xã Hải Lạng, một trong những xã trù phú nhất Tiên Yên. Phía Bắc là vùng đồi núi trùng điệp của các xã Điền Xá, Hà Lâu, Phong Dụ nối tiếp với huyện Đình Lập và Bình Liêu. Phía Đông có dãy núi Pạc Sủi và Thang Châu chạy theo hướng Bắc Nam, thấp dần xuống phía biển tạo thành vùng đồng bằng duyên hải. Qua dãy Pạc Sủi là thung lũng Đại Dực, còn nằm giữa hai dãy núi phía Đông và Tây là thung lũng Tiên Yên.
Khí hậu nhiệt đới gió mùa miền núi. Mùa đông khá lạnh, mùa hè dịu mát và nhiều mưa. Lượng mưa trung bình năm 2.427mm. Nhiệt độ trung bình năm 22,4 C.

## Hành chính
Huyện Tiên Yên có 11 đơn vị hành chính cấp xã trực thuộc, bao gồm thị trấn Tiên Yên (huyện lỵ) và 10 xã: Đại Dực, Điền Xá, Đông Hải, Đông Ngũ, Đồng Rui, Hà Lâu, Hải Lạng, Phong Dụ, Tiên Lãng, Yên Than.

## Lịch sử
Những di chỉ khảo cổ học được tìm thấy gần cửa sông Hà Tràng cho thấy con người đã cư trú ở đây vào thời kỳ đồ đá mới.
Thời Tiền Lê, vùng đất này thuộc châu Tân An.
Thời Minh là huyện của phủ Tân Yên.
Đến đời Lê, là châu Tĩnh Yên thuộc phủ Hải Đông, thừa tuyên An Bang, sau là châu Tân Yên.
Đời Hậu Lê vì kỵ húy của vua Lê Kính Tông là Duy Tân, nên đổi là Tiên Yên.
Đời Nguyễn đổi thuộc phủ Hải Ninh, tỉnh Quảng Yên.
Trong kháng chiến chống Pháp thuộc tỉnh Hải Ninh.
Từ ngày 30 tháng 10 năm 1963, hai tỉnh Quảng Yên và Hải Ninh hợp nhất thành tỉnh Quảng Ninh, huyện Tiên Yên trực thuộc tỉnh Quảng Ninh, bao gồm thị trấn Tiên Yên và 9 xã: Đại Dực, Điền Xá, Đông Ngũ, Đồng Rui, Hà Lâu, Hải Lạng, Phong Dụ, Tiên Lãng, Yên Than.
Ngày 6 tháng 11 năm 1965, Bộ Nội vụ ban hành Quyết định số 397-NV thành lập xã Đông Hải trên cơ sở một phần diện tích và dân số của xã Đông Ngũ, sáp nhập hai thôn của hai xã Hải Lạng và Tiên Lãng vào thị trấn Tiên Yên.
Ngày 12 tháng 6 năm 2006, thành lập xã Đại Thành trên cơ sở điều chỉnh một phần diện tích tự nhiên và dân số của xã Đại Dực.
Ngày 1 tháng 1 năm 2020, sáp nhập toàn bộ diện tích và dân số của xã Đại Thành trở lại xã Đại Dực.
Huyện Tiên Yên có 1 thị trấn và 10 xã như hiện nay.
Ngày 14 tháng 7 năm 2020, Bộ Xây dựng ban hành Quyết định số 928/QĐ-BXD công nhận thị trấn Tiên Yên mở rộng (gồm thị trấn Tiên Yên và 5 xã: Đông Hải, Đông Ngũ, Hải Lạng, Tiên Lãng, Yên Than) là đô thị loại IV.

## Kinh tế
Kinh tế của huyện theo mô hình nông-lâm-ngư nghiệp. Diện tích đất nông nghiệp là 7.600 ha trong đó diện tích đất canh tác là 2.400 ha. Sản lượng hiện nay khoảng 9.000 tấn trong đó có 6.200 tấn thóc. Tiên Yên có đàn lợn khoảng 14.000 con, trâu gần 6.000 con, đặc biệt gà Tiên Yên và cà sáy Tiên Yên ngon nổi tiếng ở Quảng Ninh. Rừng Tiên Yên có nhiều gỗ quý để sản xuất đồ gỗ và xuất khẩu. Khe Táu là vùng trồng quế nổi tiếng. Diện tích rừng tự nhiên khoảng 35.000 ha trong đó rừng đạt tiêu chuẩn khai thác là 14.000 ha, rừng chưa đủ tiêu chuẩn khai thác là 24.000 ha. Tiên Yên có đủ các chủng loại hải sản của vùng biển Đông như: cá chim, cá thu, sò huyết, ngán.... Ven biển có rừng cây nước mặn mọc dày đặc là vùng sinh sống của các loại tôm, cua, hàu,...

## Giao thông
Trên địa bàn huyện có nhiều tuyến quốc lộ đi qua. Quốc lộ 18 nối liền với Hạ Long và Móng Cái. Quốc lộ 18C từ thị trấn Tiên Yên đi cửa khẩu Hoành Mô. Quốc lộ 4 chạy từ Mũi Chùa qua Tiên Yên một đoạn dài khoảng 10Km, nối Tiên Yên với các tỉnh Lạng Sơn, Cao Bằng, là tuyến đường chạy song song với biên giới Việt Trung. Ngoài ra, giao thông thủy cũng khá thuận lợi với các bến cảng sâu và kín như cảng Mũi Chùa, Thác Cối, Bến Châu cùng với quân cảng Vạn Hoa ở phía ngoài cửa biển Tiên Yên. Ngoài ra còn có tuyến đường cao tốc Vân Đồn - Móng Cái đi qua đã được đưa vào khai thác.